# Joseph Mallozzi

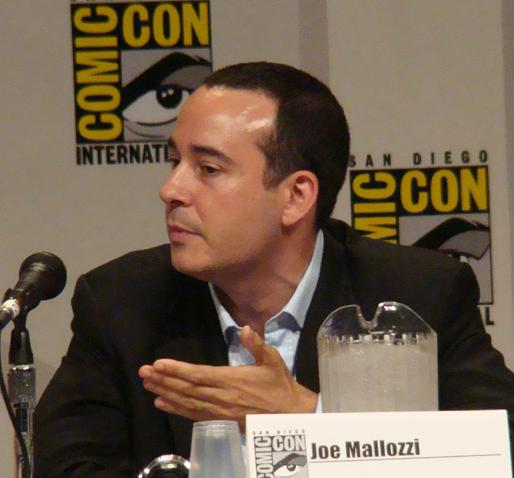
Joseph Mallozzi (2007)

Joseph Mallozzi (Canada, 16 oktober 1965) is een Canadees schrijver en producer. Hij is het meest bekend voor zijn bijdragen aan de militaire sciencefiction televisieseries Stargate SG-1, Stargate Atlantis en Stargate Universe. Mallozzi voegde zich bij de crew aan het begin van het vierde seizoen van Stargate SG-1, in 2000. Sindsdien heeft hij zowel als schrijver als producer opgetreden. 
Mallozzi schreef ook scripts voor series als Animal Crackers, The Little Lulu Show, Birdz, The Twins en Arthur, maar hij werkte ook mee aan tientallen andere televisieproducties.  

## Scripts

### Stargate SG-1
- Window of Opportunity
- Scorched Earth
- Point of No Return
- The Curse
- Chain Reaction
- Prodigy
- Exodus
- Enemies
- The Fifth Man
- The Tomb
- Desperate Measures
- Wormhole X-Treme
- Summit
- Fail Safe
- Relevations
- Descent
- Nightwalkers
- Shadow Play
- Prometheus
- Disclosure
- Prophecy
- Homecoming
- Revisions
- Avenger 2.0
- Fallout
- Inauguration
- New Order
- Lockdown
- Endgame
- It's Good to be King
- Full Alert
- Moebius, Part One
- Moebius, Part Two
- The Ties that Bind
- Ex Deus Machina
- Collateral Damage
- Ripple Effect
- The Scourge
- Camelot
- Morpheus
- 200
- Counterstrike
- Memento Mori
- The Quest, Part One
- The Quest, Part Two
- Family Ties

### Stargate Atlantis
- Suspicion
- Home
- The Siege, Part Two
- The Intruder
- The Tower
- Misbegotten
- Irresponsible
- Reunion
- Travelers
- This Mortal Coil
- The Kindred, Part One
- The Kindred, Part Two
- The Last Man
- The Seed
- Broken Ties
- Whispers
- Remnants
- Enemy at the Gate

### Stargate Universe
- Space
- Divided
- Subversion
- Incursion, Part One
- Incursion, Part Two
- Intervention
- Awakening
- Trial and Error
- Resurgence
- Deliverance
- The Hunt

## Curiositeiten
- In Stargate SG-1 (seizoen vier, aflevering 6 - Window of Opportunity) lees Jack O'Neill de titel van een boek genaamd Latin for the Novice; het boek zou zijn geschreven door "Joseph Mallozzi Ph. D".